# David Bark-Jones
David Bark-Jones (...) è un attore britannico.

## Biografia
Ha frequentato la Rugby School e l'Università di Newcastle, dove studiò Scienze Politiche e Storia Antica. Ha frequentato anche la Mountview Academy of Theatre Arts, dove apprese il metodo di recitazione Stanislavskij dall'attore Sam Kogan. Dopo la laurea, e parallelamente alla sua carriera professionale, continuò a studiare regia con Kogan presso la The Kogan Academy of Dramatic Arts, dove Kogan sviluppò la tecnica di recitazione The Science of Acting.
Ha debuttato come attore al teatro professionale nel 1992, quando interpretò Redpenny ne Il dilemma del dottore al Royal Exchange di Manchester.
È apparso in diverse produzioni di repertorio e televisive in piccoli ruoli, fino a interpretare i ruoli di Carl nell'opera teatrale improvvisata di Patrick Marber, La scelta del mazziere, al Royal National Theatre e nel West End di Londra; il tenente Denny nella miniserie del 1995 Orgoglio e pregiudizio della BBC; Bulanov nell'adattamento di The Forest di Alan Ayckbourn, sempre al National Theatre: Bertie in RocknRolla di Guy Ritchie; il dottor Losberne nell'adattamento televisivo di Oliver Twist di Alan Bleasdale con Keira Knightley; Francis ne I pilastri della Terra di Scott Free: e Marty Braemer nel film The Expatriate - In fuga dal nemico. 
Nel 2013, è stato in tournée nel Regno Unito nella produzione dell'Old Vic di Rumori fuori scena nel ruolo di Gary Lejeune.
Nel 2024 entra a far parte del cast della soap opera della BBC Doctors nel ruolo di Ed Jordan.

## Filmografia parziale

### Cinema
- Il codice da Vinci (The Da Vinci Code), regia di Ron Howard (2006)
- Sixty Six, regia di Paul Weiland (2006)
- RocknRolla, regia di Guy Ritchie (2008)
- The Expatriate - In fuga dal nemico (Erased), regia di Philipp Stölzl (2012)
- Borg McEnroe, regia di Janus Metz (2017)
- L'ombra delle spie (The Courier), regia di Dominic Cooke (2020)

### Televisione
- Orgoglio e pregiudizio (Pride and Prejudice) – serie TV, 4 episodi (1995)
- Wing and a Prayer – serie TV, 14 episodi (1997-1999)
- Giardini e misteri (Rosemary and Thyme) – serie TV, un episodio (2006)
- New Tricks - Nuove tracce per vecchie volpi (New Tricks) – serie TV, un episodio (2008)
- Doctors – serie TV, 11 episodi (2008-2024)
- I pilastri della Terra (The Pillars of the Earth) – serie TV, 8 episodi (2010)
- Silk – serie TV, un episodio (2012)
- L'ispettore Barnaby (Midsomer Murders) – serie TV, un episodio (2013)
- Jo – serie TV, un episodio (2013)
- 24: Live Another Day – serie TV, un episodio (2014)
- Strike Back – serie TV, un episodio (2017)
- Cold Feet – serie TV, 3 episodi (2017-2019)
- White House Farm – serie TV, un episodio (2020)
- Casualty – serie TV, un episodio (2022)
- Miss Scarlet and the Duke – serie TV, un episodio (2022)
- Secret Invasion – serie TV, episodio 1x03 (2023)
- The Diplomat – serie TV, 4 episodi (2023-2024)
- FBI: International – serie TV, episodio 3x03 (2024)
- Sweetpea – serie TV, un episodio (2024)
- Dune: Prophecy – serie TV, un episodio (2024)

## Doppiatori italiani
Nelle versioni in italiano delle opere in cui ha recitato, David Bark-Jones è stato doppiato da:
- Vittorio De Angelis in RocknRolla
- Franco Mannella ne I pilastri della Terra
- Sergio Lucchetti in The Expatriate - In fuga dal nemico
- Alessandro Budroni in Secret Invasion
- Stefano Brusa in The Diplomat
- Fabrizio Russotto in FBI: International
- Gabriele Trentalance in Orgoglio e pregiudizio (ridoppiaggio)